# 巴基鯨屬
巴基鯨屬，又名巴基斯坦鯨，已經絕種的古鯨，生活在陸地，形狀類似狼，屬於鲸下目巴基鲸科，是現代鯨魚的前身，生存於始新世（5200-4800萬年前）的巴基斯坦，故此得名。發現化石的地層是特提斯洋的沿岸部份。
首先發現的巴基鯨化石是一個長頭顱骨，最初被認為是屬於中爪獸目，但因其內耳的特徵而確定是早期的鯨魚。故此牠是已滅絕的陸上哺乳動物及現代鯨魚的過渡物種。

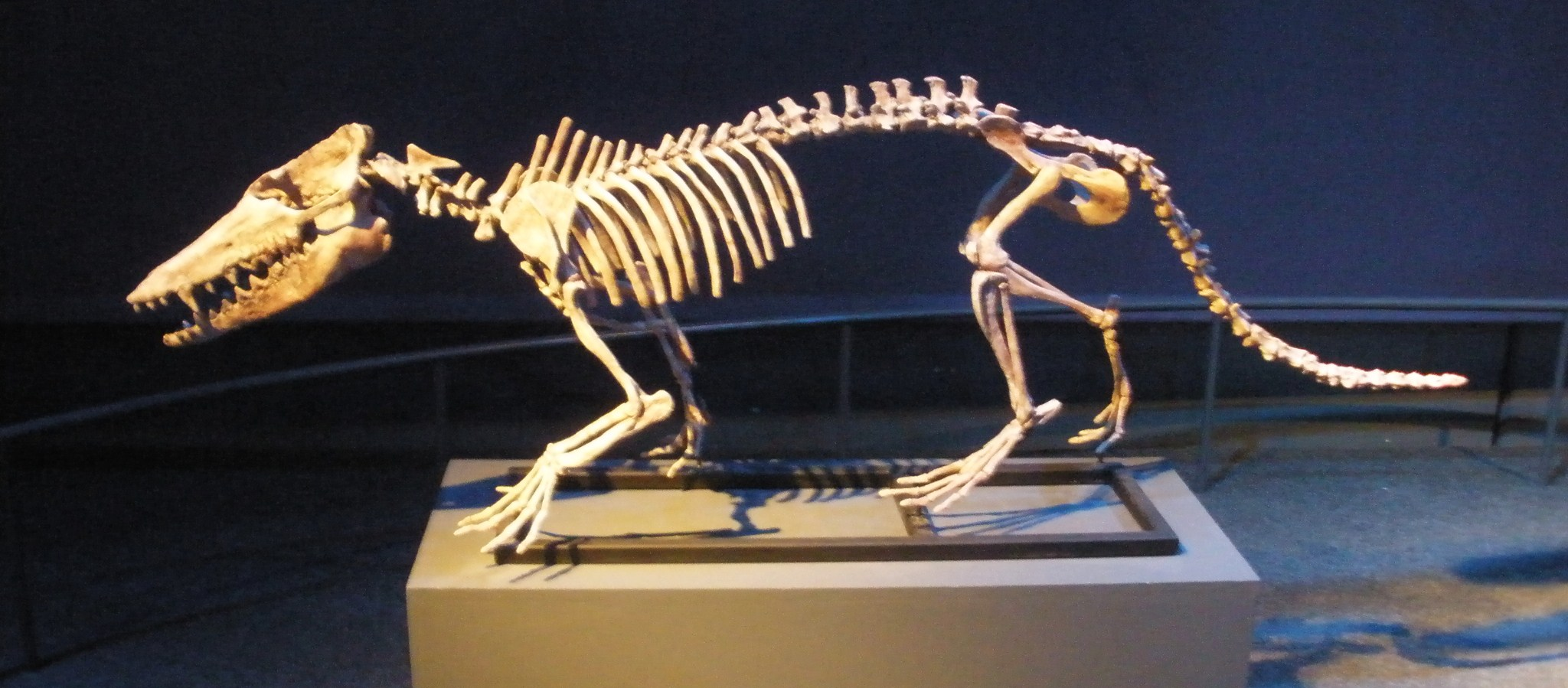
阿塔克巴基鯨（Pakicetus attocki）骨架

巴基鯨的完整骨骼於2001年發現，顯示了牠們主要生活在陸地上。巴基鯨約有狼的大小，外觀很像中爪獸目的动物。